# Pierwomajskoje (rejon michajłowski)
Pierwomajskoje (ros. Первомайское) – wieś (sieło) w Rosji, w Kraju Nadmorskim, w rejonie michajłowskim. W 2021 liczyła 1397 mieszkańców.